# NGC 5610
NGC 5610 ist eine Balken-Spiralgalaxie mit aktivem Galaxienkern vom Hubble-Typ SBab im Sternbild Bärenhüter am Nordsternhimmel. Sie ist schätzungsweise 229 Millionen Lichtjahre von der Milchstraße entfernt und hat einen Durchmesser von etwa 135.000 Lichtjahren.
Im selben Himmelsareal befinden sich u. a. die Galaxien IC 1006, IC 4418, IC 4420.
Das Objekt wurde am 19. Mai 1784 von Wilhelm Herschel mit einem 18,7-Zoll-Spiegelteleskop entdeckt, der sie dabei mit „vF, S, E, nearly par. with 240 like two stel“ beschrieb.

## NGC 5610-Gruppe (LGG 381)
| Galaxie   | Alternativname | Entfernung/Mio. Lj |
| --------- | -------------- | ------------------ |
| NGC 5610  | PGC 51450      | 177                |
| NGC 5548  | PGC 51074      | 229                |
| NGC 5559  | PGC 51450      | 233                |
| PGC 51121 | UGC 9165       | 237                |